# Indicatif régional 858

Carte de l'État de Californie avec les territoires de ses indicatifs régionaux. L'indicatif régional 858 est en rouge.

L'indicatif régional 858 est l'un des multiples indicatifs téléphoniques régionaux de l'État de Californie aux États-Unis.
Cet indicatif dessert une partie du comté de San Diego. Plus précisément, il dessert les villes de Del Mar, La Jolla, Poway et Solana Beach ainsi que la partie nord de la ville de San Diego.
La carte ci-contre indique en rouge le territoire couvert par l'indicatif 858.
L'indicatif régional 858 fait partie du plan de numérotation nord-américain.